# Горбач, Никита Николаевич
Никита Николаевич Горбач — советский хозяйственный, государственный и политический деятель, Герой Социалистического Труда.

## Биография
Родился в 1896 году в Сосницком уезде Черниговской губернии. Член ВКП(б) с 1926 года.
С 1906 года — на хозяйственной, общественной и политической работе. В 1906—1959 гг. — пастух в помещичьем стаде, батрачил у кулаков в селе Александро-Невский завод, участник Первой мировой войны и Гражданской войны на стороне Красной Армии, председатель коммуны «Новый быт», председатель сельского Совета в селе Александро-Невский завод, председатель сельхозкоммуны «Красный Октябрь», председатель колхоза «Заветы Ильича» в селе Бражное Канского района, директор «Рыбосбыт», управляющий «Госстрахсемфонодом», инструктор Канского райкома ВКП(б), секретарь парторганизации госпиталя, комиссар гужетранспортного батальона в тылу, председатель колхоза «Заветы Ильича» Канского района,
Указом Президиума Верховного Совета СССР от 7 января 1948 года присвоено звание Героя Социалистического Труда с вручением ордена Ленина и золотой медали «Серп и Молот».
Избирался депутатом Верховного Совета РСФСР 2-го, 3-го, 4-го созывов.
Умер в селе Бражном в 1974 году.